# Pauflerita
La pauflerita és un mineral de la classe dels sulfats. Rep el seu nom en honor de Peter Paufler, professor de cristal·lografia a la Universitat Tècnica de Dresden (Alemanya) en reconeixement de les seves importants contribucions a la cristal·lografia física i estructural així com a la mineralogia.

## Característiques
La pauflerita és un sulfat de fórmula química VO(SO₄). Cristal·litza en el sistema ortoròmbic. La seva duresa a l'escala de Mohs és d'entre 3 i 4.
Segons la classificació de Nickel-Strunz, la pauflerita pertany a «07.BB: Sulfats (selenats, etc.) amb anions addicionals, sense H₂O, amb cations de mida mitjana» juntament amb els següents minerals: caminita, hauckita, antlerita, dolerofanita, brochantita, vergasovaïta, klebelsbergita, schuetteïta, paraotwayita, xocomecatlita i grandviewita.

## Formació i jaciments
La pauflerita va ser descoberta al volcà Tolbàtxik, a l'óblast de Kamtxatka (Districte Federal de l'Extrem Orient, Rússia. També ha estat descrita en un con d'escòria del volcà on va ser descoberta, al volcà Colima (Jalisco, Mèxic) i al complex de carbonatita de Montviel, a Nord-du-Québec (Quebec, Canadà).